# Johnny Cueto
Johnny Brent (Ortiz) Cueto (ur. 15 lutego 1986) – dominikański baseballista występujący na pozycji miotacza w San Francisco Giants.

## Kariera zawodnicza
W marcu 2004 podpisał kontrakt jako wolny agent z Cincinnati Reds i początkowo występował w klubach farmerskich tego zespołu, między innymi w Louisville Bats, reprezentującym poziom Triple-A. W Major League Baseball zadebiutował 3 kwietnia 2008 w meczu przeciwko Arizona Diamondbacks, w którym zanotował zwycięstwo. W 2009 był w składzie reprezentacji Dominikany na turnieju World Baseball Classic.
11 maja 2010 w meczu z Pittsburgh Pirates zaliczył pierwszy complete game shutout w MLB. W sierpniu 2010 został zawieszony na 7 meczów za udział w bójce podczas spotkania z St. Louis Cardinals. W styczniu 2011 podpisał nowy, czteroletni kontrakt wart 27 milionów dolarów. W lipcu 2014 po raz pierwszy został wybrany do Meczu Gwiazd. 6 kwietnia 2015 w meczu z Pirates zaliczył 1000. strikeout w MLB. 26 lipca 2015 w ramach wymiany zawodników przeszedł do Kansas City Royals.
16 grudnia 2015 podpisał sześcioletni kontrakt wart 130 milionów dolarów z San Francisco Giants.

## Nagrody i wyróżnienia
| Nagroda/wyróżnienie      | Lata       | Źródło      |
| 2× All-Star              | 2014, 2016 | [ 1 ] [ 8 ] |
| Zwycięzca w World Series | 2015       | [ 1 ]       |